# بيبي أريزميندي
بيبي أريزميندي (بالإسبانية: Baby Arizmendi)‏ مواليد 17 مارس 1914 في ولاية كواهويلا، المكسيك - الوفاة 31 ديسمبر 1962 في لوس أنجلوس، كان ملاكم محترف مكسيكي صنّف ضمن فئة وزن الوسط. دخل قاعة مشاهير الملاكمة الدولية. اشتهر بكونه أصغر ملاكم يتحول إلى الاحترافية وذلك بعمر 13 عاما.

## إحصائيات
خاض خلال مسيرته 110 نزالا، فاز في 71 وتعادل في 13 وخسر في 26. فاز بالضربة القاضية في 13 نزالا.

## روابط خارجية
- بيبي أريزميندي على موقع بوكس ريك (الإنجليزية) (registration required)